# Campephilus rubricollis
Campephilus rubricollis là một loài chim trong họ Picidae.